# Valiant (película)
Valiant es un largometraje de animación 3D generado por ordenador de 2005 dirigido por Gary Chapman. La película se estrenó el 25 de marzo de 2005. Está producida por John H. Williams (uno de los productores de Shrek), coproducida por Vanguard Animation y Odyssey Entertainment y distribuida por Walt Disney Pictures en los Estados Unidos y Medusa Film en Italia. Está basada en un argumento de Jordan Katz, George Webster y George Melrod, inspirado en las historias reales de cientos de palomas que ayudaron a los soldados en la guerra. La película tardó dos años en estar terminada y se utilizaron más de 200 animadores de unos 16 países.

## Sinopsis
Valiant es un joven pichón que queda maravillado con el Servicio Real de Palomas Mensajeras y aunque es muy joven consigue alistarse como paloma mensajera gracias a la ayuda de un palomo tramposo y jugador llamado Bugsy. Casi antes de acabar su instrucción y debido a las múltiples bajas provocadas por los halcones (Falco subbuteo) alemanes, deben marchar al frente.

## Argumento
En mayo de 1944, cinco años después de la declaración de Segunda Guerra Mundial, tres Servicios de Paloma mensajera real Paloma de Guerra están volando a través del Canal de la Mancha con los Acantilados Blancos de Dover a la vista, llevando mensajes vitales a Gran Bretaña. A pesar de las malas condiciones climáticas, las palomas casi han llegado a su destino. Sin embargo, de repente son emboscados y atacados por un enemigo alemán Halcón Peregrino llamado General Von Tuerten (Tim Curry); dos de las palomas mueren instantáneamente, pero el tercero, Mercury (John Cleese), es tomado como Prisionero de guerra.
En otra parte, una pequeña Paloma de Madera llamada Valiant (Ewan McGregor) está mirando una película de propaganda Fuerzas aliadas en su bar local (un bote de remos volcado ) en West Nestington. Él es el mejor amigo de Félix (John Hurt), un viejo Gaviota con una pata de palo y el barman local. Wing Commander Gutsy (Hugh Laurie), un héroe de Guerra vuela al bar, informando a todos que las inscripciones están programadas para el día siguiente en Trafalgar Square, Londres. En la guarida del general Von Tuerten, Mercury se resiste interrogatorio por sus captores. Valiant vuela a Londres, despidiéndose de su madre y Felix. En Londres, Valiant se encuentra con una paloma antihigiénica Vagabundo llamada Bugsy (Ricky Gervais), que es perseguida por dos matones de urraca, después de haberlos engañado en un juego de conchas. Para escapar de los matones, se registra con Valiant.
Los reclutas, Valiant, Bugsy, Lofty (Pip Torrens), una paloma roja intelectual, y Toughwood y Tailfeather (Dan Roberts y Brian Lonsdale), dos hermanos gemelos musculosos pero tontos, forman el Escuadrón de Servicio Royal Pigeon F de Homing. y se envían a una instalación capacitación de reclutas. Bajo el mando del sargento Monty (Jim Broadbent), quien declara que los endurecerá para el RHPS, comienza el entrenamiento. Mientras tanto, Von Tuerten y sus secuaces, Cufflingk (Rik Mayall) y Underlingk (Michael Schlingmann), intentan numerosos intentos de descubrir la ubicación de salida del mensaje. Sin embargo, Mercury se niega a decirlo, a pesar de las torturas infligidas sobre él, como irritarlo con música y inyectarle Suero de la Verdad, antes de que Mercury revele accidentalmente la ubicación: Saint-Pierre.
A lo largo del entrenamiento, Valiant se enamora de Victoria (Olivia Williams), la paloma de enfermería del campamento. Finalmente, Gutsy llega y le dice al sargento que los reclutas deben irse a la mañana siguiente, a pesar de que su entrenamiento es muy incompleto. Bugsy, sin embargo, decide no ir a la misión "altamente peligrosa" y huye del campamento esa noche. A la mañana siguiente, Valiant y los demás se preparan para partir y comenzar a abordar el avión con destino a Francia, pero no antes de que Bugsy aparezca en el último segundo. El viaje se vuelve rápidamente peligroso, ya que el avión queda atrapado en medio de una pelea de perros. Su avión sufre graves daños y las palomas pronto tienen que rescatar, en cajas equipadas con paracaídas. Las palomas se caen del avión; sin embargo, un mal funcionamiento técnico hace que la caja de Gutsy no se implemente. El avión cae en un infierno de llamas, presumiblemente matando a Gutsy en la explosión resultante.
En Francia, las palomas se encuentran con Charles de Girl (Sharon Horgan) y Rollo (Buckley Collum), dos ratones de la División de Ratones Resistencia francesa, que los llevan a Saint-Pierre, donde reciben el mensaje que se les ha ordenado entregar. Pronto son atacados por los secuaces de Von Tuerten, lo que provoca que Bugsy y el mensaje sean capturados. Von Tuerten toma el mensaje de Bugsy y decide encerrarlo y matarlo más tarde, planeando entregar personalmente el mensaje al Alto Comandante alemán él mismo. Valiant y las tropas siguen a Bugsy al búnker del halcón, donde descubren que Gutsy ha sobrevivido al accidente aéreo. Valiant aprovecha su pequeño tamaño y se cuela en el búnker a través del cañón del arma, recupera el mensaje y libera a Bugsy y Mercury. Desafortunadamente, los halcones presencian el escape y lo persiguen. Mientras Gutsy y los demás pelean contra los secuaces de Von Tuerten, Valiant vuela a Londres para entregar el mensaje, seguido de Von Tuerten.
Después de una persecución culminante por el halcón, Valiant se esconde en la cabaña donde vive, donde Von Tuerten lo atrapa nuevamente. Con la ayuda de Félix y las palomas residentes, Valiant engaña a Von Tuerten al atrapar un gancho gigante en sus medallas, dejándolo ser golpeado por la rueda de agua. Valiant entrega el mensaje y, a su llegada a la sala de guerra, se realiza un cambio de planes; la flota aliada desembarcará en Normandía. Después de recibir la Medalla Dickin, el Escuadrón F regresa al bar local en West Nestington, donde Valiant se reúne y comparte un beso romántico con Victoria. Luego se muestra un mensaje que elogia a los animales que salvaron miles de vidas durante la Segunda Guerra Mundial.

## Reparto
| Personaje              | Actor original         | Actor de doblaje       | Actor de doblaje     | Actor de doblaje     |
| Personaje              | Actor original         | México                 | Chile                | España               |
| ---------------------- | ---------------------- | ---------------------- | -------------------- | -------------------- |
| Valiant                | Ewan McGregor          | José Antonio Macías    | Rodrigo Saavedra     | Paco León            |
| Bugsy                  | Ricky Gervais          | Javier Rivero          | Jorge Lillo          | Florentino Fernández |
| Lofthy                 | Pip Torrens            | Humberto Solórzano     | Alexis Quiroz        | José Luis Angulo     |
| Victoria               | Olivia Williams        | Dulce Guerrero         | Yaninna Quiroz       | Mar Bordallo         |
| General Von Tuerten    | Tim Curry              | Mario Sauret           | Javier Rodríguez     | Ramón Langa          |
| Tango                  | Dan Roberts            | Mario Arvizu           | ¿?                   | Pablo Sevilla        |
| Charlie                | Brian Lonsdale         | Juan Alfonso Carralero | ¿?                   | Claudio Serrano      |
| Comandante Gutsy       | Hugh Laurie            | Carlos Segundo         | Sandro Larenas       | Luis Bajo            |
| Sargento Monty         | Jim Broadbent          | Armando Réndiz         | Sergio Schmied       | Salvador Aldeguer    |
| Charles De Girl        | Sharon Horgan          | Cony Madera            | Loreto Araya-Ayala   | Natalia Perez        |
| Rollo                  | Buckley Common         | Herman López           | ¿?                   | Borja de Ena         |
| Mercury                | John Cleese            | Pedro D'Aguillón Jr.   | Mario Santander      | José Luis Gil        |
| Félix                  | John Hurt              | Jesse Conde            | Marco Antonio Espina | Julio Núñez          |
| Elsa                   | Annette Badland        | Rebeca Manríquez       | Maureen Herman       | Rosa Maria Belda     |
| Snobby                 | ¿?                     | ¿?                     | ¿?                   | José Luis Angulo     |
| Capitán Valor          | ¿?                     | ¿?                     | ¿?                   | Luis Bajo            |
| Lara Toncita           | ¿?                     | ¿?                     | ¿?                   | Natalia Pérez        |
| Jerry (La Chic)        | ¿?                     | ¿?                     | Laura Olazabal       | ¿?                   |
| Mamá De Valiant        | ¿?                     | ¿?                     | Maureen Herman       | ¿?                   |
| Jacques                | Sean Samuels           | César Izaguirre        | ¿?                   | ¿?                   |
| Cufflingk              | Rik Mayall             | Eduardo Giaccardi      | ¿?                   | ¿?                   |
| Underlingk             | Michael Schlingmann    | Rubén Cerda            | ¿?                   | ¿?                   |
| Reclutador             | Harry Peacock          | Martín Soto            | ¿?                   | ¿?                   |
| Cuervo #1              | Jonathan Ross          | Alejandro Illescas     | ¿?                   | ¿?                   |
| Cuervo #2              | Mike Harbour           | Diego Armando Nieves   | ¿?                   | ¿?                   |
| Aviador #1             | James Dale Robinson    | Esteban Desco          | ¿?                   | ¿?                   |
| Aviador #2             | Ali Dowling            | Carlos Enrique Bonilla | ¿?                   | ¿?                   |
| Palomo mensajero       | Michael Jenn           | Jesús Barrero          | ¿?                   | ¿?                   |
| Narrador de documental | Christopher Fairbank   | Carlos del Campo       | ¿?                   | ¿?                   |
| Palomo en bar #1       | Corin Mellinger        | Alfonso Ramírez        | ¿?                   | ¿?                   |
| Palomo en bar #2       | Stephen Pacey          | Carlos Enrique Bonilla | ¿?                   | ¿?                   |
| Cantinera              | Harriet Jones          | Leyla Rangel           | ¿?                   | ¿?                   |
| Palomo "Pio"           | Robert Lence           | Raymundo Armijo        | ¿?                   | ¿?                   |
| Paloma pícara          | Feidi Fecht            | Berenice Ruiz          | ¿?                   | ¿?                   |
| Palomo cocinero        | Dan Flynn              | Carlos Águila          | ¿?                   | ¿?                   |
| Comandante             | Rupert Farley          | Jorge Santos           | ¿?                   | ¿?                   |
| Insertos               | N/A                    | Enrique Perera         | ¿?                   | ¿?                   |
| Cuervo #3              | Joe Ranft              | ¿?                     |                      |                      |
| Cuervo #4              | Marshall Efron         | ¿?                     |                      |                      |
| Carl                   | Cedric the Entertainer | Rubén Moya             | ¿?                   | Gonzalo Abril        |
| Cuervo #5              | John Leguizamo         | ¿?                     |                      |                      |
| Cuervo #6              | Phil Proctor           | ¿?                     |                      |                      |